# José María Ballesteros Valdivieso
José María «Chemita» Ballesteros Valdivieso (Riohacha, 4 de junio de 1977) es un abogado y político colombiano, quien fue Gobernador de La Guajira.

## Biografía
Nació en Riohacha, capital de La Guajira, en junio de 1977, hijo del político Jorge Eliécer Ballesteros Bernier y de Ligia Valdivieso Castro. Estudió Derecho en la Universidad Sergio Arboleda y una especialización en Hacienda Pública de la Escuela de Gobierno de la Universidad del Rosario.
En su trayectoria pública fue asesor del Congreso de la República y del Concejo de Bogotá, así como Secretario de Gobierno en el segundo mandato del Gobernador Jorge Pérez Bernier (2008-2011).
Tras la destitución del Gobernador Juan Francisco Gómez Cerchar, elegido para el período 2012-2015, Ballesteros se presentó a las elecciones atípicas para elegir al sucesor de Gómez. Su candidatura fue apoyada por la "Gran Alianza", que llevó a Gómez a la Gobernación, del Representante a la Cámara Antenor Durán Carrillo y los exgobernadores Rodrigo Dangond Lacouture y Román Gómez Ovalle. Con el aval del Partido Opción Ciudadana, y en unas elecciones marcadas por una abstención del 68% y graves irregularidades, obtuvo 105.224 votos, suficientes para ganarle a Wilmer González Brito (Partido Conservador/Partido de la U), que obtuvo 95.723 votos, del movimiento "Nueva Guajira", de los exgobernadores Jorge Pérez Bernier, Hernando Deluque Freyle, Álvaro Cuello Blanchar y la exalcaldesa de Uribia Cielo Redondo.
Su breve mandato concluyó con normalidad el 31 de diciembre de 2015. En julio de 2020 fue condenado en segunda instancia por la Corte Suprema de Justicia a 15 años de prisión y 15 años de inhabilidad para ejercer cargos públicos, por irregularidades en un contrato de $1.746 millones de pesos suscrito por su gobierno.